# بیکرنیکی
بیکرنیکی (به لاتین: Biķernieki) یک روستا در لتونی است که در شهرداری دوگوپیلس واقع شده‌است. بیکرنیکی ۲۵۱ نفر جمعیت دارد.